# آلبرتو ربکا
آلبرتو ربکا (انگلیسی: Alberto Rebecca؛ زادهٔ ۳۰ مهٔ ۱۹۸۵) بازیکن فوتبال اهل ایتالیا است.
از باشگاه‌هایی که در آن بازی کرده‌است می‌توان به باشگاه فوتبال بوتو پلوودیو و باشگاه فوتبال ونتزیا اشاره کرد.